# Rundrocka
Rundrocka (Rajella fyllae) är en broskfisk tillhörande familjen egentliga rockor som finns i norra Atlanten.  

## Utseende
Rundrockan är en rocka med kort nos och rundade vingar, som ger den ett avrundat utseende. Den har hudtänder vid ögonen och på ryggen, i 2 till 3 rader på ovansidan av stjärten samt i en rad på undersidan. Ryggsidan är ljusbrun till gråaktig; ungfiskar har dessutom stora, mörka markeringar på ryggen och mörka band på stjärten. Buksidan är grå med glesa svarta prickar samt saknar hudtänder. Fisken väger som mest 5 kg och kan bli upp till 60 cm lång.

## Vanor
Arten är en bottenfisk som lever på ett djup mellan 170 och 2 050 m, vanligen 300 till 800 m. Födan utgörs av bottendjur som hoppkräftor, märlkräftor och pungräkor.

### Fortplantning
Arten blir könsmogen vid en längd av 44 – 47 cm för hanar, 49 – 50 cm för honor. Som brukligt bland rockor har den en parning där hanen omfamnar honan trots att den är äggläggande. De relativt små äggkapslarna, 2,5 gånger 4 cm, läggs på sand- eller dybotten. De är släta, med ett av hörnen hornlikt utdraget. Nykläckta ungar är strax under 11 cm långa.

## Utbredning
Rundrockan finns på båda sidor av norra Atlanten; i väster från Grönland och Newfoundland till Nova Scotia, vidare österut via Island, Färöarna, Norge till Spetsbergen och västra Sibirien samt söderöver via Shetlandsöarna och västra Brittiska öarna till Biscayabukten. Den går in i Skagerack men påträffats normalt inte i Sverige.Men ibland sker det.

## Status
Arten är klassificerad som livskraftig ("LC") av IUCN; den är vanlig i stora delar av sitt utbredningsområde, och det lilla fiske som förekommer, främst oavsiktlig bifångst vid trålning, förefaller inte ha påverkat dess utbredning.